# جيم ديمبسي
جيم ديمبسي (بالإنجليزية: Jim Dempsey)‏ هو لاعب كرة قدم ومدرب كرة قدم بريطاني، ولد في 5 نوفمبر 1946 في اسكتلندا في المملكة المتحدة. لعب مع ريث روفرز ونادي ألبيون روفرز وهاميلتون أكاديميكال.